# Stefan Schröder
Stefan Schröder (ur. 7 lipca 1981 roku w Schwerinie) – niemiecki piłkarz ręczny, reprezentant kraju. Gra na pozycji prawoskrzydłowego. Obecnie występuje w niemieckiej Bundeslidze, w drużynie HSV Hamburg. W 2007 roku zdobył złoty medal na Mistrzostwach Świata. 6 czerwca 2009 roku, w meczu ze Stralsunder HV (43:16), zdobył 21 bramek co jest rekordem Bundesligi.

## Kariera
- SV Post Schwerin
- SG Flensburg-Handewitt
- do 2005  HSG Düsseldorf
- od 2005  HSV Hamburg

## Sukcesy

### klubowe

#### Mistrzostwa Niemiec
- (2011)
- (2007, 2009, 2009/2010)
- (2008)

#### Puchar Niemiec
- (2010)

#### Puchar EHF
- (2007)

#### Puchar Niemiec
- (2003, 2004, 2006)

#### Liga Mistrzów
- (2004)
- (2011)

#### Superpuchar Niemiec
- (2006, 2009, 2010)

### reprezentacyjne

#### Mistrzostwa Świata
- (2007)